# پارادایس، استرالیای جنوبی
پارادایس (به انگلیسی: Paradise) یک حومه شهر در استرالیا است که در استرالیای جنوبی واقع شده‌است.